# Mamoru Samuragōchi
Mamoru Samuragōchi (jap. 佐村河内 守 Samuragōchi Mamoru; ur. 21 września 1963 w Hiroszimie) − japoński kompozytor muzyki klasycznej, zwany „japońskim Beethovenem”.

## Życiorys
Mamoru Samuragōchi urodził się 21 września 1963 roku w Hiroszimie, jego rodzice przeżyli nalot z użyciem bomb atomowych. Gry na pianinie uczyła go matka, także w późniejszych latach nie zdobył żadnego formalnego wykształcenia muzycznego. Pierwsze własne utwory komponował w wieku 10 lat (1973). Stworzył muzykę do filmów („Cosmos”) i gier („Onimusha”, „Bio Hazard” i „Resident Evil”). Dużą popularność zyskał w latach 90., głównie za sprawą ukończonej w 2003 roku „Hiroshima Symphony No. 1”, dedykowanej zabitym w wyniku ataku z użyciem broni nuklearnej. Całkowicie stracił słuch w 1999 roku. W 2001 roku udzielił wywiadu magazynowi Time, został wówczas nazwany „Beethovenem ery cyfrowej”.
5 lutego 2014 roku przyznał, że z powodu pogarszającego się słuchu nie komponował muzyki od 1996 roku, zlecając jej tworzenie nieujawnionej osobie. Samuragōchi przeprosił fanów oraz inne osoby, zadeklarował także, że w 2011 roku częściowo odzyskał słuch. Pracującym dla Samuragōchiego kompozytorem okazał się nauczyciel muzyki Takashi Niigaki, który już 6 lutego zarzucił Samuragōchiemu, że ten w istocie nigdy nie stracił słuchu, a jedynie udawał.